# Bram Stoker
Abraham Stoker (Clontarf, Irlanda, 8 de novembre de 1847 - Londres, Anglaterra, 20 d'abril de 1912) va ser un escriptor irlandès cèlebre per la seva novel·la de terror Dràcula, una de les obres més famoses de la literatura gòtica. Literàriament, se'l coneix amb el seu pseudònim Bram Stoker, nom que rep el premi més prestigiós a la novel·la de terror.

## Biografia
Fill d'Abraham Stoker i de la feminista Charlotte Thornley, els quals van tenir set fills, i Bram Stoker en fou el tercer. Era una família burgesa, treballadora i austera que tenien com a única fortuna els llibres i la cultura. La precària salut de Stoker el va obligar a estudiar a casa amb professors privats. Va estar fins als 7 anys al llit per diverses malalties mentre la seva mare li explicava històries de fantasmes i de misteri, que posteriorment l'influirien, i el seu pare li feia sagnies.
El 1864 va estudiar al Trinity College; gràcies a la preparació d'un professor particular, es va graduar en matemàtiques i ciència el 1870. Anys més tard, va treballar com a funcionari i com a crític teatral en la publicació Dublin Evening Mail, fins i tot va escriure diverses obres teatrals que es van publicar a mants diaris.
Va fer les seves primeres intervencions en forma de relats de terror en la revista Shamrock, on va publicar els seus primers textos de misteri, com The Crystal Cup (La copa de cristall) el 1872. Quasi sempre escrivia de nit, ja que era un noctàmbul. El 1876 va marxar d'Irlanda per anar a Londres, acompanyant l'actor Henry Irving, que l'havia contractat com a representat i secretari després de llegir la seva crítica del Hamlet en què Irving intervenia. Un cop a Anglaterra, es van dirigir al Lyceum Theatre. Stoker fou un autèntic esclau d'Irving: feia tot el que li demanava i el va portar als llocs més canalles d'Europa, com els barris de prostitutes de París, on va contraure la sífilis que més tard el mataria. Quan Irving va morir el 1905 no va deixar res a Stoker, malgrat posseir una gran fortuna gràcies a la seva carrera reeixida d'actor teatral. Irving es considerava un déu i el seu ego no tenia límits.

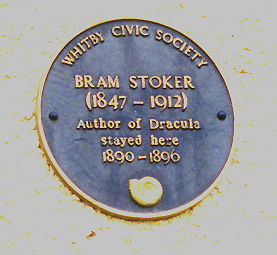
Placa commemorativa de Bram Stoker a Whitby, Anglaterra (2002)

El 1878, Stoker es va casar amb Florence Balcombe, antiga parella del seu amic Oscar Wilde, amb la qual va tenir un fill, anomenat Noel. El 1879 va publicar el seu primer llibre, The Duties of Clerks of Petty Sessions in Ireland (Les obligacions dels escribes als Tribunals de Primera Instància d'Irlanda), al qual seguirien altres com The Snake's Pass (El pas de la serp, 1890), Crooked Sands (1894), Miss Betty (1898), The Jewel of Seven Stars (La joia de les set estrelles, 1903), The Lady of the Shroud (La dama del sudari, 1909) o The Lair of the White Worm (El cau del cuc blanc, 1911).
S'afirma falsament que va pertànyer a la societat secreta Golden Dawn, on es reunien diversos escriptors famosos com William Butler Yeats i Arthur Machen per tractar temes esotèrics i d'ocultisme com la màgia cerimonial i l'hermetisme.
Bram Stoker morí a causa de la sífilis, el 20 d'abril de 1912, amb 64 anys. Va expirar en una humil i pestilent pensió de Londres i en els seus últims minuts de vida no parava d'assenyalar una cantonada de la seva cambra mentre no cessava de repetir: "Strigoi", paraula que en romanès significa 'vampir', l'ésser que tant havia investigat i perseguit en la seva obra Dràcula.
La seva esposa va ser l'encarregada d'administrar el llegat literari de Stoker i de fer conèixer obres com la introducció de Dràcula, el relat curt Dracula's Guest (El convidat de Dràcula).

## Dràcula

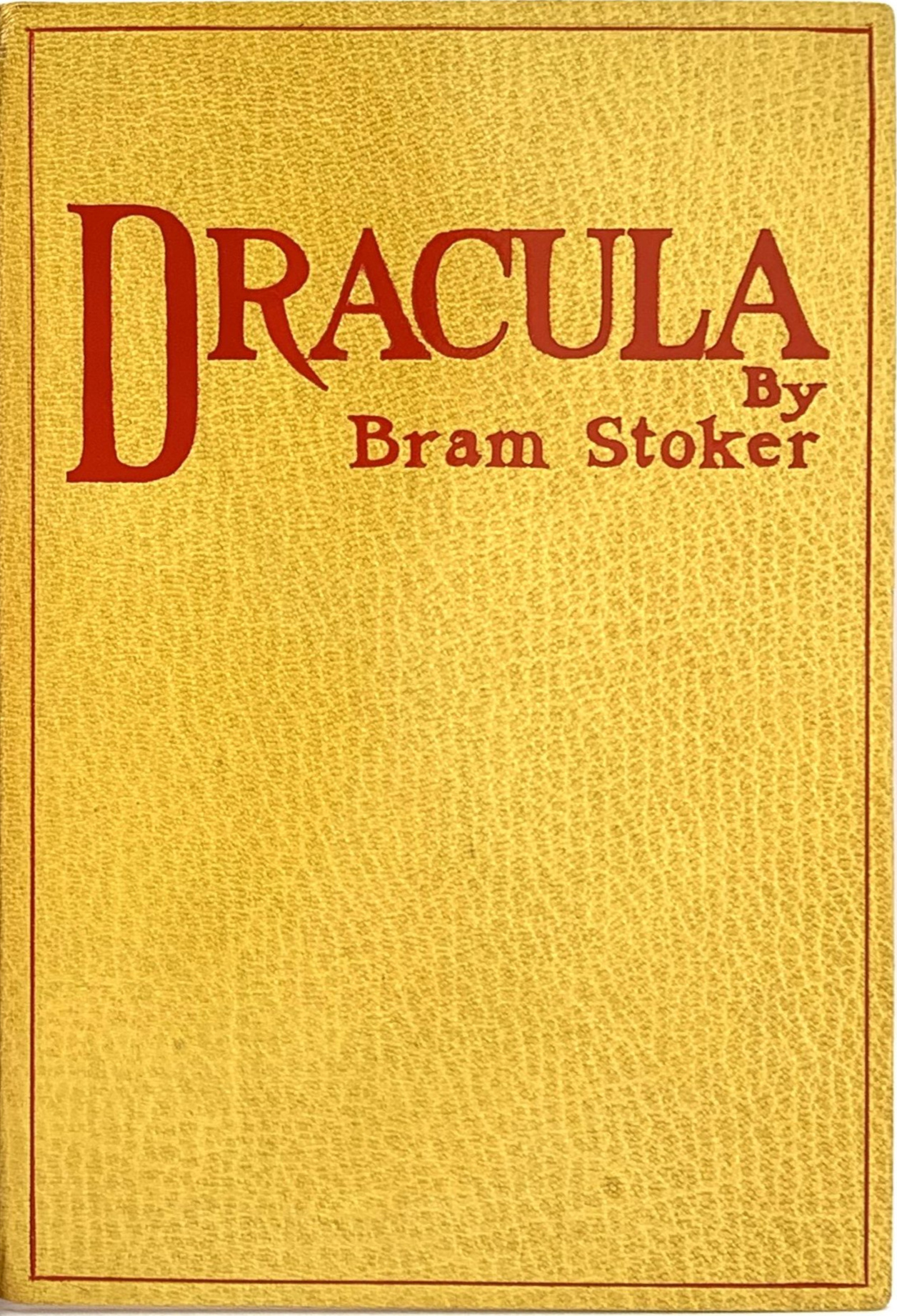
Dràcula, 1a edició, Archibald Constable and Company, 1897

Dràcula (1897) és la creació literària estel·lar de Bram Stoker, que va realçar els matisos del vampirisme i va crear una obra literària transmesa al llarg dels anys.
Es tracta d'una història fictícia basada, segons algunes fonts, en el personatge real de Vlad Draculea (Vlad el Fill del Dimoni/Drac), també anomenat Vlad Tepes "l'Empalador".
Per a aquesta novel·la, Stoker es va servir dels coneixements d'un erudit orientalista hongarès anomenat Vámberi, amb el qual es va reunir diverses vegades perquè li expliqués les peripècies del príncep de Valàquia i de llibres com el d'Emily Gerard Informe sobre els principats de Valàquia. Es va inspirar en Irving i Franz Liszt per reflectir l'aspecte del comte. El llibre reflecteix la lluita constant del bé contra el mal. Òscar Wilde va definir aquesta novel·la com l'obra de terror més ben escrita de tots els temps, a més de rebre elogis d'Arthur Conan Doyle, entre d'altres.
Stoker va concebre l'obra quan, arran d'una indigestió de cranc, va patir al·lucinacions sobre una mena de rei dels vampirs que sortia de la tomba a la recerca de sang. Actualment, és la tercera obra en llengua anglesa més llegida de tot el món, després de la Bíblia i de l'obra de Shakespeare.

## Obres
Novel·les
- The Primrose Path (1875)
- The Snake's Pass (1890)
- The Watter's Mou'  (1895)
- The Shoulder of Shasta (1895)
- Dràcula (1897)
- Miss Betty (1898)
- The Mystery of the Sea (1902)
- The Jewel of Seven Stars (1903)
- The Man (També coneguda com: The Gates of Life) (1905)
- Lady Athlyne (1908)
- Snowbound: The Record of a Theatrical Touring Party (1908)
- The Lady of the Shroud (1909)
- Lair of the White Worm (1911)

Compilació de contes curts
- Under the Sunset (1881)
- Snowbound: The Record of a Theatrical Touring Party (1908)
- Dracula's Guest and Other Weird Stories (1914), publicat després de la seva mort per Florencia Stoker

Contes no compilats
- Bridal of Dead (Final alternatiu a The Jewel of Seven Stars)
- Buried Treasures
- The Chain of Destiny
- The Crystal Cup (1872), publicat per The London Society
- The Dualitists; o, The Death Doom of the Double Born
- The Fate of Fenella (1892), Chapter 10, "Lord Castleton Explains" només
- The Gombeen Man
- In the Valley of the Shadow
- The Man from Shorrox'
- Midnight Tales
- The Red Stockade
- The Seer
- The Judge's House

Altres obres
- The Duties of Clerks of Petty Sessions in Ireland (1879)
- A Glimpse of America (1886)
- Personal Reminiscences of Henry Irving (1906)
- Famous Impostors (1910)

## Traduccions al català
- Stoker, Bram. Dràcula. Traducció: Sílvia Aymerich.  Laertes, 2002 (L'Arcà, 8). ISBN 978-84-7584-104-5.[7]
- Stoker, Bram. El convidat de Dràcula. Traducció: Joan Pastor.  Edicions Tres i Quatre, 09-2003 (El grill, 63). ISBN 978-84-7502-680-0.[8]
- Stoker, Bram. Dràcula. Traducció: Anna Gasol.  Barcanova, 2011. ISBN 978-84-4892-679-3.
- Stoker, Bram. Dràcula. Traducció: Xavier Zambrano.  Viena edicions, 10-2022 (Club Victòria, 8). ISBN 978-84-18908-64-4.[9]